# Aad van Diest
Aad van Diest (30 april 1928 - 27 november 2019) was een Nederlandse voetballer die zijn hele carrière als doelman speelde voor Hermes DVS uit Schiedam.
Van Diest maakte zijn debuut voor het eerste elftal van Hermes DVS in 1948. Hij stond in het doel toen Hermes-DVS in 1952 in een beslissingswedstrijd in een uitverkochte Kuip tegen Sparta Rotterdam, het kampioenschap van de eerste klasse D binnenhaalde. Hij won met Hermes in het seizoen 1955/56 het kampioenschap van de Eerste klasse B. Hij stopte in 1962 na een beenbreuk.